# Большая Кура
Большая Кура — деревня в Эхирит-Булагатском районе Иркутской области России. Входит в состав Алужинского муниципального образования. Находится примерно в 10 км к юго-востоку от районного центра.

## Население
| 2002 | 2010 | 2011 | 2012 |
| ---- | ---- | ---- | ---- |
| 185  | ↗199 | ↘198 | ↘194 |

По данным Всероссийской переписи, в 2010 году в деревне проживало 199 человек (88 мужчин и 111 женщин).